# کوه بوری‌لت
 کوه بوری لت یک کوه در البرز مرکزی رشته کوه البرز در استان البرز ایران است. این کوه ۱۹۸۰ متر ارتفاع دارد.